# Qabus nama
Qabus nama o Qabus nameh [variazioni: Qabusnamah, Qabousnameh, Ghabousnameh, o Ghaboosnameh, in persiano: کاووس نامه یا قابوس نامه, libro di Kavus], Specchio dei principi, è una grande opera della letteratura persiana dell'XI secolo (ca. 1080 D.C.), scritta da Keikavus, governante Ziyaride di parte del Tabaristan, e fu dedicato a suo figlio Gilanshah.
Fu creata in 44 capitoli e si concentra soprattutto sull'educazione dei principi, e sulla condotta nella prosa didattico-etica-
La copia più vecchia giunta sino a noi è datata 1349, e si trova nella biblioteca del Museo nazionale Malek a Teheran.
La versione turca fu tradotta in tedesco da Heinrich Friedrich von Diez come Buch des Kabus (libro di Kabus) nel 1811 e fu fonte di ispirazione per l'opera Divano occidentale-orientale di Goehte.